# Balones (kommunhuvudort)
Balones är en kommunhuvudort i Spanien.   Den ligger i provinsen Provincia de Alicante och regionen Valencia, i den östra delen av landet, 300 km sydost om huvudstaden Madrid. Balones ligger 693 meter över havet och antalet invånare är 169.
Terrängen runt Balones är kuperad. Runt Balones är det glesbefolkat, med 12 invånare per kvadratkilometer. Närmaste större samhälle är Alcoy, 11,9 km väster om Balones. 